# Boryszów
Boryszów (prononciation [bɔˈrɨʂuf]) est un village de la gmina de Grabica, du powiat de Piotrków, dans la voïvodie de Łódź, situé dans le centre de la Pologne.
Il se situe à environ 5 kilomètres au sud-ouest de Grabica (siège de la gmina), 16 kilomètres au nord-ouest de Piotrków Trybunalski (siège du powiat) et 35 kilomètres au sud de Łódź (capitale de la voïvodie).

## Administration
De 1975 à 1998, le village était attaché administrativement à l'ancienne voïvodie de Piotrków.

Depuis 1999, il fait partie de la nouvelle voïvodie de Łódź.